# پروچنیک
پروچنیک (به لاتین: Pruchnik) یک منطقهٔ مسکونی در لهستان است که در گمینا پروخنگک واقع شده‌است. پروچنیک ۳٬۵۱۹ نفر جمعیت دارد.

## خواهرخوانده
شهر باربی (الب) خواهرخواندهٔ پروچنیک هست.